# アレスハイム
アレスハイム (ドイツ語: Alesheim) は、ドイツ連邦共和国バイエルン州ミッテルフランケン行政管区のヴァイセンブルク＝グンツェンハウゼン郡に属す町村（以下、本項では便宜上「町」と記述する）である。この町はアルトミュールタール行政共同体に加盟している。

## 地理

### 位置
アレスハイムは、郡庁所在地のヴァイセンブルク・イン・バイエルンの西約 8 km の西ミッテルフランケン地方のアルトミュールタールに位置している。アルトミュール川は西の町境をなしている。この川沿いにトロンメッツハイム地区とレンゲンフェルト地区があり、シュテルツェルバッハ川やリュースグラーベン川といった小川が注いでいる。ヴァイセンブルク＝グンツェンハウゼン郡の地理上の中心点（郡の最も外側の緯度および経度の中点が交わる点）は、アレスハイム町内トロンメッツハイム地区とレンゲンフェルト地区との間のハイデンブルク農場にある。

### 隣接する市町村
アレスハイムは、北はタイレンホーフェン、北東はエリンゲン、東はヴァイセンブルク・イン・バイエルン、南はトロイヒトリンゲン、南西はマルクト・ベロルツハイム、西はマインハイム、北西はディッテンハイムと境を接している。

### 自治体の構成

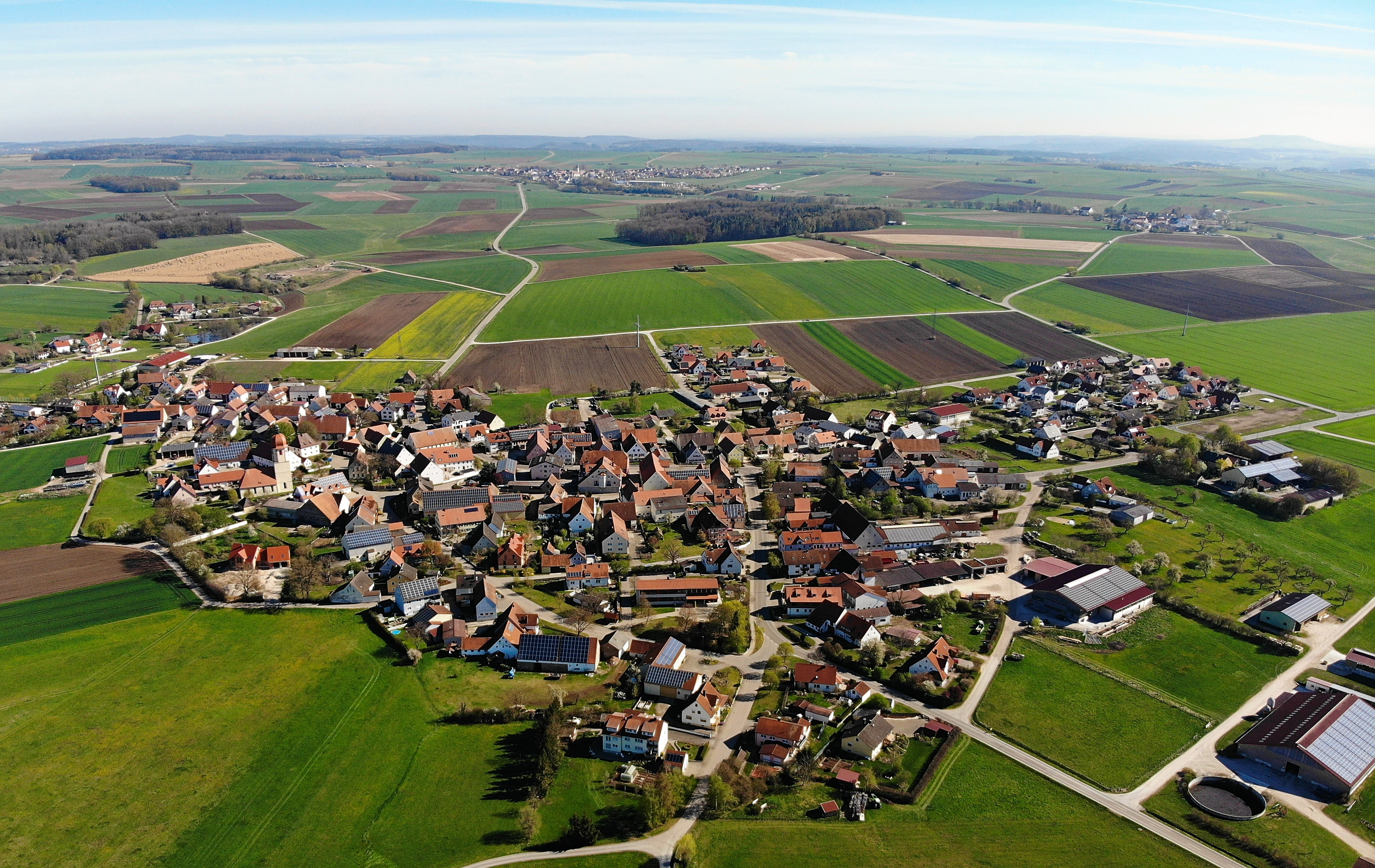
アレスハイム地区

この町は、5つのゲマインデタイル（小地区）で構成されている
- アレスハイム
- レンゲンフェルト
- シュテルツェルバッハ
- トロンメッツハイム
- ヴァッヘンホーフェン

この他にフィッシャーハウス住宅地がある。ゲマルクング（伝統的な地籍区分）がアレスハイム、トロンメッツハイム、ヴァッヘンホーフェンに分けられる。

## 歴史

### 自治体の成立まで
この集落は1214年に Olofsheim あるいは Olafsheim として初めて文献に記録されている。1540年に聖エンメラム教会が建設された。アレスハイムはかつてドイツ騎士団エリンゲン司令部のアムト（地方行政単位）に属し、フランケン管区に属した。1796年にプロイセンの所有となった。1806年2月のパリ条約でこの村はプロイセンのアンスバッハ侯領とともに、フランケンの他の地域と同様に交換によりバイエルン王国領となった。バイエルンの行政改革に伴う1818年の自治体令によって現在の自治体が成立した。

### 町村合併
バイエルン州の地域再編に伴い、1971年4月1日にシュテルツェルバッハとヴァッヘンホーフェンが合併した。トロンメッツハイムは1978年5月1日にこれに加わった。

## 住民

### 人口推移
- 1961年: 0977人[5]
- 1970年: 0953人[5]
- 1987年: 0949人
- 1991年: 0969人
- 1995年: 0972人
- 2000年: 0990人
- 2005年: 1025人
- 2010年: 0991人
- 2015年: 0953人[6]
- 2020年: 0954人[6]

## 行政

### 首長
名誉職の町長マンフレート・シュスターは2008年に初当選した。2020年の選挙では 63.6 % の票を獲得した。

### 議会
アレスハイムの町議会は8議席からなる。

### 紋章
図柄: 金地と青地に上下二分割。上部は斜め十字に組み合わされた赤い鍬と青い波帯。下部は3-2-1の形で配置された6つの銀のヴェア。

## 経済と社会資本

### 経済
2020年のこの町の税収は74万9千ユーロで、このうち10万3千ユーロが産業税であった
- 2020年: 0954人[6]。

公式統計によれば、2020年にこの町で働く社会保険支払い義務のある就労者は57人、このうち製造業、商業および交通業分野にはいなかった。この町に住む社会保険支払い義務のある就労者は合計362人であった。2016年現在、53件の農家があり、農業用地の面積は2035ヘクタールであった。このうち、1367ヘクタールが耕作地、668ヘクタールが牧草地などの緑地であった。

### 教育
この町には幼稚園が1園あり、2021年現在、定員37人に対して36人が在籍している。アレスハイム＝エメッツハイム基礎課程学校は、2020/21年の学年で児童数160人に対し、教員数は11人である。

## 関連図書
- Johann Kaspar Bundschuh (1799). “Ahlesheim”. Geographisches Statistisch-Topographisches Lexikon von Franken. Band 1: A–Ei. Ulm: Verlag der Stettinischen Buchhandlung. p. 24 2022年5月12日閲覧。
- Gottfried Stieber (1761). “Alesheim”. Historische und topographische Nachricht von dem Fürstenthum Brandenburg-Onolzbach. Schwabach: Johann Jacob Enderes. p. 185 2022年5月12日閲覧。